# Un livre, un jour
Un livre, un jour était un mini-magazine télévisé français sur le thème de la littérature, diffusé quotidiennement sur FR3 puis France 3, et rediffusé sur TV5 Monde, dont le principe est de présenter chaque jour un livre différent.

## Principe de l'émission
Faisant partie des plus courtes émissions du paysage audiovisuel français, Un livre, un jour fait découvrir durant deux minutes une œuvre littéraire au sens large du terme : romans, documents, biographies, livres pour enfants ou bandes dessinées, livres de poche ; la liste n'est pas exhaustive, des guides touristiques ayant ainsi été présentés.
D'abord réalisée en studio à ses débuts, elle est tournée depuis 1995 dans des lieux tels que des librairies, des bibliothèques, des cafés (Le Rostand est fréquemment utilisé) ou des musées. Ces lieux varient à chaque numéro, leur choix étant souvent lié à l'auteur ou au héros de l'œuvre présentée.

## Histoire
Lancée le 9 septembre 1991,, elle est animée par Olivier Barrot, produite par ce dernier et Delphine Japhet et coordonnée par Adeline Alexandre.
En 2000 elle bénéficiait d'une audience de 3,6 millions de téléspectateurs pour 31 % de parts de marché (entre Questions pour un champion et le journal télévisé).
Le concept a été repris par Monique Atlan sur France 2 dans des émissions très similaires : Un livre, des livres en 1994, puis Dans quelle étagère, qui consiste en un entretien d'une minute et demie avec un auteur.
L'émission a été sponsorisée par les supermarchés E.Leclerc,.
Les différents réalisateurs de cette émission ont été : François Chayé, Fabrice Ferrari, Pierre Barboni, Olivier Chevillard, William Japhet, Michaël Midoun, Bruno Moulherat, Charles Dubois.
En 2018, touché par la limite d'âge de 70 ans sur France Télévisions, Olivier Barrot doit quitter la présentation de l'émission après ses 5 576 émissions ; l'émission en profite pour changer de formule.
L'émission a été diffusée pour la dernière fois le 18 décembre 2020.

## Émissions jalons
- 100e émission : 24 janvier 1992[a]
- 200e émission : 5 juin 1992[b]
- 500e émission : 24 juin 1993[c]
- 700e émission : 20 juin 1994[d]
- 800e émission : 23 décembre 1994[e]
- 1001e émission : 26 octobre 1995 dans l'annexe de la bibliothèque du Sénat ; à cette occasion, une rétrospective de trois heures a été programmée dans la nuit suivante[f]
- 2000e émission : 13 décembre 1999[g],[5]
- 4000e émission : 16 janvier 2009[h]
- 5000e émission : 30 octobre 2014